# Francisco de León
Francisco de León Cruz (Guaynabo, 25 luglio 1961) è un ex cestista portoricano.
È il fratello di Édgar de León.

## Carriera
Con Porto Rico ha disputato i Giochi olimpici di Seul 1988, due edizioni dei Campionati mondiali (1986, 1990) e tre dei Campionati americani (1988, 1989, 1995).